# Tășnad
Tășnad (węg. Tasnád, niem. Trestenburg) – miasto w okręgu Satu Mare, w regionie Marmarosz w Rumunii. Według spisu ludności z roku 2004 miasto liczy 9649 mieszkańców.

## Miasta partnerskie
- Csenger
- Kunhegyes
- Nagykálló